# 城镇街道 (张家口市)
城镇街道，是中华人民共和国河北省张家口下花园区下辖的一个乡镇级行政单位。

## 行政区划
城镇街道下辖以下地区：
市场街社区、西苑社区、后窑子社区、北山街社区、发电厂社区、学校街社区和新花园社区。